# Emma Rolston
Pour les articles homonymes, voir Rolston.
	Emma Rolston, née le 10 novembre 1996 à Wellington, est une footballeuse internationale néo-zélandaise. Elle évolue au poste de milieu de terrain pour le Wellington Phoenix.

## Carrière

### Carrière internationale
Avec les moins de 20 ans, elle participe à deux reprises à la Coupe du monde des moins de 20 ans, en 2014 puis en 2016. Lors de l'édition 2014 organisée au Canada, elle joue quatre matchs. Elle inscrit deux buts, en phase de poule contre le Paraguay, puis lors du quart de finale perdu contre le Nigeria. Lors de l'édition 2016 qui se déroule en Papouasie-Nouvelle-Guinée, elle prend part à trois matchs. Avec un bilan d'une victoire et deux défaites, la Nouvelle-Zélande ne dépasse pas cette fois-ci le premier tour. 
Elle participe ensuite aux Jeux olympiques d'été de 2020 organisés lors de l'été 2021 à Tokyo. Elle ne joue qu'un seul match lors du tournoi olympique, contre la Suède.

## Palmarès

### Palmarès en sélection
- Vainqueur de la Coupe d'Océanie en 2018 avec l'équipe de Nouvelle-Zélande